# سن لوئیس د گاسنو
سن لوئیس د گاسنو (انگلیسی: San Luis de Gaceno) نام یک منطقه مسکونی در کلمبیا است.